# 벤조산
벤조산(Benzoic acid)은 방향계 카복실산이다. 상온에서는 흰색의 결정으로 존재한다. 화학식은 C7H6O2이고,카복시기가 벤젠 고리에 붙어있는 형태를 가지고 있다. 보존료 등 식품 첨가물로 쓰이며, 몇몇 식물에 자연적으로 들어 있기도 하다. 러시아 정교회에서 향을 피울 때 쓰는 안식향의 주요 성분이기 때문에 안식향산(安息香酸)이라 부르기도 한다. 톨루엔을 산화시켜서 만들며, 미국에서는 연간 12만 6000 톤의 벤조산을 생산한다. 벤조산의 유도체로는 살리실산, 그리고 아세틸살리산(아스피린)이 있다.

## 성질
분자량은 122.12g/mol, 녹는점은 122.4 °C, 끓는점은 249 °C이다. 밀도는 고체상태일 때 1.32g/cm3이다. 물에 대한 용해도는 25 °C에서 3.4g/L이고, 뜨거운 물에는 매우 잘 녹는다. 또한 100 °C 이상의 온도에서 승화한다.

## 안전

### 섭취
다량을 섭취할 시에는 복통, 목의 통증, 구역질, 구토 등이 일어날 수 있다.

### 흡입
기도에 자극을 줄 수 있다. 기침이 나거나 목이 아플 수 있다.

### 피부
피부에 계속 남아있는 경우 조홍(潮紅), 통증이 일어날 수 있다.

### 눈
조홍(潮紅), 통증이 일어날 수 있다.

## 참고 문헌
1. ↑  《Nomenclature of Organic Chemistry : IUPAC Recommendations and Preferred Names 2013 (Blue Book)》. Cambridge: The Royal Society of Chemistry. 2014. 745쪽. doi:10.1039/9781849733069-00648. ISBN 978-0-85404-182-4.
2. 1 2 3 4 5 6 7 8 9 10  “benzoic acid”. 《chemister.ru》. 2018년 10월 24일에 확인함.
3. 1 2 3 4  Record  in the GESTIS Substance Database of the Institute for Occupational Safety and Health
4. ↑  Seidell, Atherton; Linke, William F. (1952). 《Solubilities of Inorganic and Organic Compounds》. Van Nostrand. 2014년 5월 29일에 확인함.
5. 1 2 3  Benzoic acid in Linstrom, Peter J.; Mallard, William G. (eds.); NIST Chemistry WebBook, NIST Standard Reference Database Number 69, National Institute of Standards and Technology, Gaithersburg (MD), http://webbook.nist.gov (retrieved 2014-05-23)
6. ↑  Harris, Daniel (2010). 《Quantitative Chemical Analysis》 8판. New York: W. H. Freeman and Company. AP12쪽. ISBN 9781429254366.
7. ↑  Olmstead, William N.; Bordwell, Frederick G. (1980). “Ion-pair association constants in dimethyl sulfoxide”. 《The Journal of Organic Chemistry》 45 (16): 3299–3305. doi:10.1021/jo01304a033.
8. 1 2 3  Sigma-Aldrich Co. Retrieved on 2014-05-23.
9. 1 2 3 4  벤조산 MSDS 보관됨 2009-02-27 - 웨이백 머신, 2009년 4월 11일 읽음.